# Tagalaht
Tagalaht (šve. Taggaviken) je zaljev u Baltičkom moru, na sjeverozapadnoj obali otoka Saaremaa u Estoniji, smješten između poluotoka Tagamõisa (njem. Hundsort) i Ninase (rt Ninnast). Tijekom Prvog svjetskog rata, zaljev, kojeg su čuvale ruske utvrde na plaži u Hundsortu i Ninnastu, bio je glavna iskrcajna točka za njemačke trupe tijekom operacije Albion u listopadu 1917., kada je Saaremaa bila okupirana.

## Vanjske poveznice
|  | Zajednički poslužitelj ima još gradiva o temi Tagalaht |